# 포르투갈령 기니
포르투갈령 기니(포르투갈어: Guiné)는 1588년부터 1974년 9월 10일까지 포르투갈의 서아프리카 식민지였고, 그 이후 기니비사우로 독립했다.

## 노예 무역
포르투갈 왕실은 금의 원천을 찾기 위해 1430년대에 항해자들에게 서아프리카의 대서양 해안을 탐험하도록 의뢰했다. 그 당시에 금 무역은 모로코에 의해 통제되었다. 사하라 전역의 무슬림 카라반들은 소금, 콜라넛, 직물, 생선, 곡물, 그리고 노예들도 운반했다. 항해자들은 1437년에 처음으로 보자도르곶을 통과했고 1460년까지 시에라리온까지 서아프리카 해안을 탐험하고 1456년에 카보베르데 섬을 식민지로 만들 수 있었다.
금은 궁극적으로 니제르강과 볼타강 상류에서 왔고 포르투갈 왕은 금 무역을 해안으로 돌리기를 원했다. 금 무역을 통제하기 위해, 포르투갈 왕은 1482년에 다른 교역소들과 함께 포르투갈령 골드 코스트에 상 호르헤 다 미나(현재의 엘미나성)라고 불리는 성을 지으라고 명령했다. 포르투갈 정부는 기니 회사를 설립하여 금과 상아, 멜레게타, 노예를 포함한 상품의 가격을 책정했다. 대서양 노예 무역은 1440년에서 1870년 사이에 세네감비아와 어퍼기니에서 2백만 명을 포함하여 1100만 명으로 추정되는 사람들을 아프리카에서 수송했다.
이 지역은 1500년 이전에 주로 어퍼기니에서 포르투갈인들에 의해 이송된 약 150,000명의 아프리카 노예들의 근원이었다. 일부는 이전에 사람이 살지 않았던 카보베르데 섬에서 목화와 인디고를 재배하는 데 사용되었다. 포르투갈 상인들과 추방된 범죄자들은 어퍼기니의 강과 개울을 뚫고 들어가 포르투갈어에 기반을 둔 크리올어를 사용하는 물라토를 형성했다. 그러나 1500년 이후 대부분의 포르투갈인들은 금과 노예에 대한 관심을 더 남쪽의 골드코스트에 집중했다.

## 후기 식민지 시대
1807년 영국의 노예 무역이 끝나면서 어퍼기니 지역에 대한 영국의 관심은 감소했고 볼로마섬의 정착지가 포기된 후 시에라리온에 집중되었다. 19세기 초, 포르투갈인들은 비사우에서 상당히 안전하다고 느꼈고, 인근 해안을 자신들의 해안으로 여겼다. 19세기 동안 기니에서 포르투갈인들의 존재는 주로 기니의 강, 비사우, 카셰우, 지긴쇼르(현재 세네갈의 마지막)에 한정되었다. 다른 곳에서는 작은 농장(폰투스)을 소유한 지역 크리올 사람들과 카보베르데 섬 주민들에 의해 공식적인 도움 없이 보존되었다.
프랑스인과 세네갈인이 운영하는 농장의 존재는 카자망스강 남쪽에 대한 프랑스의 영유권 주장의 위험을 가져왔다. 1885년 베를린 회담 이후, 프랑스와의 협상은 가치 있는 카자망스 지역을 프랑스령 서아프리카에 빼앗겼다. 그 대가로 프랑스는 포르투갈령 기니의 국경에 동의했다. 1951년에 포르투갈령 기니는 포르투갈의 프로빈시아 우트라마리누(해외주)가 되었다.

## 독립

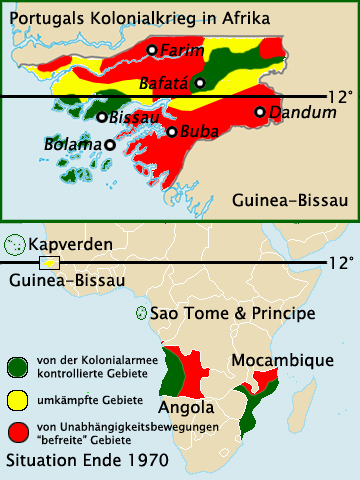
1970년 기니의 포르투갈령(녹색), 분쟁지역(노란색), 반군령(빨간색)

1956년 아밀카르 카브랄이 기니비사우-카보베르데 아프리카 독립당(PAIGC)을 창당하면서 독립을 위한 투쟁이 시작되었다. 처음에 PAIGC는 도시 노동자들, 특히 항구와 강 교통에서 일하는 노동자들의 일련의 파업을 조직했다. 그러나 1959년 8월 3일, 파업 중인 부두 노동자 50명이 사망했고, 이후 PAIGC는 전략을 바꿔 대중 시위를 피하고 대신 농촌 농민들을 조직하는 데 집중했다. 1961년, 독립을 위한 순수한 정치적 캠페인이 거의 진전을 보이지 않자, PAIGC는 게릴라 전술을 채택했다.
포르투갈군(약 30,000명에서 10,000명의 게릴라)보다 수적으로 압도적인 수적 열세였지만, PAIGC는 세네갈과 기니 국경 너머에 안전한 피난처를 가지고 있었다. 포르투갈령 기니에서 PAIGC 게릴라들과 포르투갈 육군 사이의 충돌은 포르투갈 식민지 전쟁 중 가장 격렬하고 피해를 입혔으며, 몇몇 공산주의 국가들은 게릴라들에게 무기와 군사 훈련을 지원했다.
1972년 카브랄은 이웃한 기니의 수도인 코나크리에 망명 정부를 세웠지만, 그는 1973년 1월 20일 집 밖에서 암살당했다.
1973년까지 PAIGC는 포르투갈 내부의 대부분을 지배했고, 주요 인구와 경제 중심지를 포함한 해안과 하구 도시들은 포르투갈의 지배하에 있었다. 1973년 9월 24일, PAIGC 게릴라들은 이웃 기니와의 국경 근처 영토의 남동쪽에 있는 보에 마을에서 기니비사우의 독립을 선언했다.